# Kaj Falkman
Kaj Falkman, född 1 februari 1934 i Köpenhamn, död 4 juni 2018 i Stockholm, var en svensk diplomat och författare.

## Biografi
Falkman var son till generalkonsul Patrik Falkman och Hanna Nilsson. Han tog juris kandidatexamen 1959 och blev attaché vid Utrikesdepartementet (UD) 1959. Falkman tjänstgjorde i Tokyo 1959, vid UD 1961 och var förste ambassadsekreterare i London 1964. Han var departementssekreterare vid UD 1968, tillförordnad chargé d’affaires i Hanoi 1971, tjänstgjorde vid UD 1971 och var förste ambassadsekreterare i Lissabon 1974. Falkman var därefter ambassadråd 1976, ambassadör i Luanda 1976, även São Tomé 1977 och hade särskilt uppdrag vid UD 1978. Han var minister i Tokyo 1980–1984, gästforskare vid Utrikespolitiska Institutet 1985–1986, var fellow vid Weatherhead Center for International Affairs vid Harvard University 1986–1987 och hade särskilt uppdrag vid UD från 1988. Falkman var generalkonsul i Istanbul 1990–1995 och svensk rådgivare i Cypernfrågan 1996–2001.
Han var från 1977 gift med fil.kand. Sigrid Bylund (född 1947), dotter till direktör Alvar och Gun Bylund. Falkman är begravd på Norra begravningsplatsen utanför Stockholm.